# Allium callimischon
Allium callimischon — вид трав'янистих рослин родини амарилісові (Amaryllidaceae), поширений у Греції (у т. ч. Криті) й південно-західній Туреччині.

## Опис
Рослина до 30 см заввишки. Має невеликі цибулини і ниткоподібне листя, яке влітку відмирає, залишаючи тонке стебло з квітковими бруньками. Вони відкриваються у вересні густими скупченнями білих, без плям дзвіночків з пурпуровими серединними жилками.
Рослина цвіте з вересня по листопад.

## Поширення
Поширений у Греції (у т. ч. Криті) й південно-західній Туреччині.
Населяє вапняні гірські породи, росте на кам'янистій землі та на кам'янистих схилах, а також у відкритих маккі, а також в оливкових гаях. Трапляється з низької до помірної висоти (200–1000 м).

## Використання
Матеріал під цією назвою дуже широко доступний в торгівлі декоративними рослинами. Цей вид є третинним диким родичем та потенційним донором генів для ряду культур групи Allium.

## Загрози й охорона
Основних загроз для цього виду немає.
Деякі субпопуляції трапляються в межах Natura 2000 в Греції. Ідентичність рослин у Туреччині вимагає підтвердження і може представляти третій підвид A. callimischon.